# 1723
1723 (MDCCXXIII) a fost un an obișnuit al calendarului gregorian, care a început într-o zi de joi.

## Evenimente
- Începe construcția în sistem Vauban a noii cetăți a Timișoarei.

## Nașteri
- 31 martie: Frederick al V-lea, rege al Danemarcei și Norvegiei (d. 1766)
- 5 iunie: Adam Smith, economist, om politic și filozof scoțian (d. 1790)
- 5 iulie: Filip al II-lea, Conte de Schaumburg-Lippe (d. 1787)
- 11 iulie: Caroline Louise de Hesse-Darmstadt, marchiză de Baden (d. 1783)
- 22 decembrie: Carl Friedrich Abel, compozitor german (d. 1787)

## Decese
- 28 iulie: Mariana Alcoforado, 83 ani, călugăriță, scriitoare portugheză (n. 1640)
- 21 august: Dimitrie Cantemir, 49 ani, cărturar și domn al Moldovei (n. 1673)
- 23 decembrie: Filip al II-lea, Duce de Orléans (n. Philippe Charles d'Orléans), 49 ani, regent al Franței pentru Ludovic al XV-lea (n. 1674)